# Comte de Saint Germain
El comte de Saint Germain (? 1696, † 1784) va ser un enigmàtic personatge que ha estat descrit com a cortesà, aventurer, inventor, alquimista, pianista, violinista i compositor aficionat, però és més conegut com una figura recurrent en diverses històries de temàtica ocultista. Certes fonts assenyalen que en realitat el seu sobrenom en francès prové del sobrenom en llatí que ell mateix va adoptar: Sanctus Germanus, que significa 'sant Germà'. No se sap del cert quan i on va néixer, encara que alguns diuen que va néixer el 26 maig del 1696 en un castell dels Carpats, fill de l'últim rei independent del Principat de Transsilvània, Francesc II Rákóczi, i de la seva primera dona, Teleky; es va anunciar oficialment la seva mort el 27 de febrer del 1784 a Silèsia, Prússia, encara que es va dir que després va ser vist el 1789 a França. Va escriure en vida el llibre La molt santa Trinosofia, també anomenada la Santíssima Trinosofia.

## Biografia
El comte de Saint Germain apareix a França el 1758 procedent d'Holanda, Anglaterra i Alemanya, països que havia estat visitant en missions polítiques.
Es desconeixia l'origen de la seva fortuna, la seva nacionalitat i si tenia dona i fills. Era un home molt educat, elegant i noble. Parlava a la perfecció francès, anglès, italià, xinès, àrab i sànscrit. També tenia vasts coneixements sobre política, arts, ciències, poesia, medicina, química, música i pintura.
No romania massa temps en un lloc i viatjava constantment per tot Europa, quan es cansava anava al Tibet, Àfrica o Turquia. El seu aspecte era de permanent i radiant joventut. A més era ambidextre.
Es desenvolupava en alts mitjans socials. En arribar a França, va fer amistat amb el rei Lluís XV i amb la seva amant Madame de Pompadour. Això va ocasionar l'enveja dels cortesans i d'una part de l'aristocràcia, i fou perseguit per detractors com Casanova, el duc de Choisseul i el senyor D'Affy.
Per això, va ser conegut en diverses èpoques i en diferents llocs però amb el mateix aspecte com a marquès de Montserrat, marquès d'Aymar, comte de Belmar, de Soltikov, de Wendome, de Montecrist i de Saint Germain, cavaller de Schoening, Monsieur sobremuntat, Zanonni i príncep Rackoczy. Així, per exemple, tenim que:
- A Holanda es va donar a conèixer com el comte Surumont. Es va dedicar a recollir diners per construir un laboratori per a elaborar pintures i colorants. A més de tractar l'"ennobliment dels metalls".
- Reapareix més tard a Tournai, Bèlgica, adoptant la identitat de marqués de Montserrat.
- El 1768 se'l situa a Imperi rus, en una conferència al costat de Caterina la Gran. Allà va ser nomenat conseller del comte Alexei Orlov, cap de les forces imperials russes. I més tard va ser declarat oficial de l'exèrcit rus, fent-se anomenar general Welldon.
- Anys més tard (1774), se'l situa a Nuremberg amb Carles Alexandre i Margrave de Brandenburg, també amb la intenció d'instal·lar un altre laboratori.[1] Allà es presenta com el príncep Rakoczy, i conegut també com a Saint Germain; després va partir el 1776.
- Es presenta a Leipzig davant el príncep Frederic August de Brunswick com a francmaçó de quart grau.
- El 1779, es presenta a la que seria una de les seves últimes residències, Eckenförde, Schleswig, Alemanya. Documents de França diuen que va morir a la residència del príncep Carles de Hessen-Kassel.
- També es diu que es va enterrar el seu cadàver i li van fer funerals civils el 1784 a Silèsia.
- El 1789, reapareix a França, on coneix la reina Maria Antonieta d'Àustria.
- Realitza una tasca política d'alliberament durant la Revolució Russa, en el regnat de Pere III de Rússia i Caterina II de Rússia.

Aquestes són algunes de les gestes que s'atribueixen, de manera confusa i barrejant mite amb realitat, a qui fou conegut com a comte de Saint Germain, al llarg de la seva eternament tergiversada biografia.
Va ser un dels principals incentivadors del moviment dels polítics. Fins i tot, hi ha qui afirma que és el mateix Christian Rosenkreuz.
- S'ha arribat a assegurar que va ser el filòsof i científic anglès Francis Bacon.[2]
- Inspirà Adam Weishaupt en la creació dels il·luminats de Baviera i va seguir de prop els seus moviments per a introduir-se en la maçoneria.
- Saint Germain hauria participat en la independència de les colònies angleses d'Amèrica propiciant la fundació dels Estats Units.
- És un referent mític dins de l'escola de la "metafísica" esotèrica i l'ocultisme.